# Frea lata
Frea lata là một loài bọ cánh cứng trong họ Cerambycidae.